# Konstandinos Duwalidis
Konstandinos Aleksandros Duwalidis-Ricks (gr. Κώστας Δουβαλίδης; ur. 10 marca 1987 w Dramie) – grecki lekkoatleta specjalizujący się w sprinterskich biegach przez płotki.
Duwalidis odnosił liczne sukcesy w imprezach juniorskich. Jako szesnastolatek zdobył brąz olimpijskiego festiwalu młodzieży Europy w Paryżu. Jest on srebrnym medalistą juniorskich mistrzostw Europy w Kownie (2005). W 2006 zdobył brąz na mistrzostwach świata juniorów w Pekinie. Rok później został młodzieżowym mistrzem Starego Kontynentu. Niedługo później zadebiutował na seniorskich mistrzostwach świata. W 2008 wystąpił na igrzyskach olimpijskich w Pekinie, docierając tam do półfinału.
Na początku 2009 dotarł do półfinału biegu na 60 metrów przez płotki podczas halowych mistrzostw Europy w Turynie. Półfinalista mistrzostw Europy z roku 2010. W 2011 zdobył złoto mistrzostw Bałkanów oraz bez powodzenia startował na mistrzostwach świata w Daegu.
Rok 2012 rozpoczął od zdobycia złota na halowych mistrzostwach Bałkanów. Tydzień później odpadł w eliminacjach biegu na 60 metrów przez płotki podczas halowego czempionatu świata w Stambule. Ósmy zawodnik mistrzostw Europy z Helsinek. W tym samym roku startował na igrzyskach olimpijskich w Londynie, na których zakończył swój udział w fazie półfinałowej. Na początku 2013 zdobył swoje kolejne złoto halowych mistrzostw krajów bałkańskich. Na halowych mistrzostwach Europy w Göteborgu zajął 7. miejsce. W tym samym roku zdobył złoto na igrzyskach śródziemnomorskich i mistrzostwach Bałkanów.
Wielokrotny medalista mistrzostw Grecji oraz reprezentant kraju w pucharze Europy, drużynowym czempionacie Europy i w meczach międzypaństwowych.

## Osiągnięcia
| Rok  | Impreza                                 | Miejsce        | Konkurencja                     | Lokata      | Wynik  |
| ---- | --------------------------------------- | -------------- | ------------------------------- | ----------- | ------ |
| 2003 | Olimpijski festiwal młodzieży Europy    | Paryż          | bieg na 110 metrów przez płotki | 3. miejsce  | 13,75  |
| 2005 | Mistrzostwa Europy juniorów             | Kowno          | bieg na 110 metrów przez płotki | 2. miejsce  | 13,99  |
| 2006 | Mistrzostwa świata juniorów             | Pekin          | bieg na 110 metrów przez płotki | 3. miejsce  | 13,39  |
| 2007 | Superliga pucharu Europy                | Monachium      | bieg na 110 metrów przez płotki | 5. miejsce  | 13,63  |
| 2007 | Młodzieżowe mistrzostwa Europy          | Debreczyn      | bieg na 110 metrów przez płotki | 1. miejsce  | 13,49  |
| 2007 | Młodzieżowe mistrzostwa Europy          | Debreczyn      | sztafeta 4 × 100 metrów         | eliminacje  | 40,10  |
| 2007 | Mistrzostwa świata                      | Osaka          | bieg na 110 metrów przez płotki | eliminacje  | 13,74  |
| 2008 | Superliga pucharu Europy                | Annecy         | bieg na 110 metrów przez płotki | 2. miejsce  | 13,59  |
| 2008 | Igrzyska olimpijskie                    | Pekin          | bieg na 110 metrów przez płotki | półfinał    | 13,55  |
| 2009 | Halowe mistrzostwa Europy               | Turyn          | bieg na 60 metrów przez płotki  | półfinał    | 7,82   |
| 2010 | Superliga drużynowych Mistrzostw Europy | Bergen         | bieg na 110 metrów przez płotki | 5. miejsce  | 13,74  |
| 2010 | Mistrzostwa Europy                      | Barcelona      | bieg na 110 metrów przez płotki | eliminacje  | 13,80  |
| 2011 | I liga drużynowych Mistrzostw Europy    | Izmir          | bieg na 110 metrów przez płotki | 3. miejsce  | 13,51  |
| 2011 | Mistrzostwa krajów bałkańskich          | Sliwen         | bieg na 110 metrów przez płotki | 1. miejsce  | 13,64w |
| 2011 | Mistrzostwa świata                      | Daegu          | bieg na 110 metrów przez płotki | eliminacje  | 13,59  |
| 2012 | Halowe mistrzostwa krajów bałkańskich   | Stambuł        | bieg na 60 metrów przez płotki  | 1. miejsce  | 7,82   |
| 2012 | Halowe mistrzostwa świata               | Stambuł        | bieg na 60 metrów przez płotki  | eliminacje  | 7,83   |
| 2012 | Mistrzostwa Europy                      | Helsinki       | bieg na 110 metrów przez płotki | 8. miejsce  | 13,59  |
| 2012 | Igrzyska olimpijskie                    | Londyn         | bieg na 110 metrów przez płotki | półfinał    | 13,77  |
| 2013 | Halowe mistrzostwa krajów bałkańskich   | Stambuł        | bieg na 60 metrów przez płotki  | 1. miejsce  | 7,80   |
| 2013 | Halowe mistrzostwa Europy               | Göteborg       | bieg na 60 metrów przez płotki  | 7. miejsce  | 7,64   |
| 2013 | Superliga drużynowych mistrzostw Europy | Gateshead      | bieg na 110 metrów przez płotki | 4. miejsce  | 13,45  |
| 2013 | Superliga drużynowych mistrzostw Europy | Gateshead      | sztafeta 4 × 100 metrów         | 10. miejsce | 40,39  |
| 2013 | Igrzyska śródziemnomorskie              | Mersin         | bieg na 110 metrów przez płotki | 1. miejsce  | 13,45  |
| 2013 | Mistrzostwa krajów bałkańskich          | Stara Zagora   | bieg na 110 metrów przez płotki | 1. miejsce  | 13,44w |
| 2013 | Mistrzostwa świata                      | Moskwa         | bieg na 110 metrów przez płotki | eliminacje  | 13,55  |
| 2014 | Halowe mistrzostwa krajów bałkańskich   | Stambuł        | bieg na 60 metrów przez płotki  | 1. miejsce  | 7,80   |
| 2014 | Halowe mistrzostwa świata               | Sopot          | bieg na 60 metrów przez płotki  | półfinał    | 7,64   |
| 2014 | I liga drużynowych mistrzostw Europy    | Tallinn        | bieg na 110 metrów przez płotki | 2. miejsce  | 13,56  |
| 2014 | I liga drużynowych mistrzostw Europy    | Tallinn        | sztafeta 4 × 100 metrów         | 8. miejsce  | 40,36  |
| 2014 | Mistrzostwa Europy                      | Zurych         | bieg na 110 metrów przez płotki | półfinał    | 13,56  |
| 2015 | Halowe mistrzostwa Europy               | Praga          | bieg na 60 metrów przez płotki  | 6. miejsce  | 7,64   |
| 2015 | I liga drużynowych mistrzostw Europy    | Heraklion      | bieg na 110 metrów przez płotki | 1. miejsce  | 13,58  |
| 2015 | I liga drużynowych mistrzostw Europy    | Heraklion      | sztafeta 4 × 100 metrów         | 3. miejsce  | 40,06  |
| 2015 | Mistrzostwa świata                      | Pekin          | bieg na 110 metrów przez płotki | półfinał    | 13,79  |
| 2016 | Halowe mistrzostwa świata               | Portland       | bieg na 60 metrów przez płotki  | półfinał    | 7,79   |
| 2016 | Mistrzostwa Europy                      | Amsterdam      | bieg na 110 metrów przez płotki | półfinał    | 13,50  |
| 2016 | Igrzyska olimpijskie                    | Rio de Janeiro | bieg na 110 metrów przez płotki | półfinał    | 13,47  |
| 2017 | Halowe mistrzostwa krajów bałkańskich   | Belgrad        | bieg na 60 metrów przez płotki  | 2. miejsce  | 7,80   |
| 2017 | Superliga drużynowych mistrzostw Europy | Lille          | bieg na 110 metrów przez płotki | 5. miejsce  | 13,42  |
| 2017 | Superliga drużynowych mistrzostw Europy | Lille          | sztafeta 4 × 100 metrów         | 8. miejsce  | 39,42  |
| 2017 | Mistrzostwa świata                      | Londyn         | bieg na 110 metrów przez płotki | eliminacje  | 13,62  |
| 2018 | Halowe mistrzostwa świata               | Birmingham     | bieg na 60 metrów przez płotki  | półfinał    | 7,68   |
| 2018 | Igrzyska śródziemnomorskie              | Tarragona      | bieg na 110 metrów przez płotki | 3. miejsce  | 13,67  |
| 2018 | Mistrzostwa krajów bałkańskich          | Stara Zagora   | bieg na 110 metrów przez płotki | 3. miejsce  | 13,63  |
| 2018 | Mistrzostwa krajów bałkańskich          | Stara Zagora   | sztafeta 4 × 100 metrów         | 2. miejsce  | 39,81  |
| 2018 | Mistrzostwa Europy                      | Berlin         | bieg na 110 metrów przez płotki | półfinał    | 13,56  |
| 2019 | Halowe mistrzostwa Europy               | Glasgow        | bieg na 60 metrów przez płotki  | 5. miejsce  | 7,65   |
| 2019 | Mistrzostwa świata                      | Doha           | bieg na 110 metrów przez płotki | półfinał    | 13,54  |
| 2021 | I liga drużynowych mistrzostw Europy    | Stara Zagora   | bieg na 110 metrów przez płotki | 10. miejsce | 14,27  |
| 2021 | Igrzyska olimpijskie                    | Tokio          | bieg na 110 metrów przez płotki | eliminacje  | 13,63  |
| 2022 | Halowe mistrzostwa świata               | Belgrad        | bieg na 60 metrów przez płotki  | eliminacje  | 7,77   |
| 2023 | Halowe mistrzostwa Europy               | Stambuł        | bieg na 60 metrów przez płotki  | eliminacje  | 7,82   |
| 2023 | I dywizja drużynowych mistrzostw Europy | Chorzów        | bieg na 110 metrów przez płotki | 12. miejsce | 13,90  |
| 2023 | I dywizja drużynowych mistrzostw Europy | Chorzów        | sztafeta 4 × 100 metrów         | 9. miejsce  | 39,34  |
| 2024 | Halowe mistrzostwa świata               | Glasgow        | bieg na 60 metrów przez płotki  | eliminacje  | 7,79   |

## Rekordy życiowe
- Bieg na 60 metrów przez płotki (hala) – 7,59 (2020) rekord Grecji
- Bieg na 110 metrów przez płotki – 13,33 (2015) rekord Grecji

W kategorii seniorów kilkunastokrorotnie ustanawiał rekordy kraju (łącznie na stadionie oraz w hali). Duwalidis ma na swoim koncie liczne rekordy Grecji juniorów. Jest on także byłym rekordzistą świata kadetów w biegu na 110 metrów przez płotki o wysokości 91,4 cm (13,22 w 2004).